# Іжице
Іжиці (пол. Iżyce) — село в Польщі, у гміні Стшижевиці Люблінського повіту Люблінського воєводства.
Населення — 119 осіб (2011).
У 1975-1998 роках село належало до Люблінського воєводства.

## Демографія
Демографічна структура станом на 31 березня 2011 року:
|          | Загалом | Допрацездатний вік | Працездатний вік | Постпрацездатний вік |
| -------- | ------- | ------------------ | ---------------- | -------------------- |
| Чоловіки | 55      | 10                 | 40               | 5                    |
| Жінки    | 64      | 12                 | 35               | 17                   |
| Разом    | 119     | 22                 | 75               | 22                   |